# Thorp (Washington)
Thorp és una concentració de població designada pel cens dels Estats Units a l'estat de Washington. Segons el cens del 2000 tenia 273 habitants.

## Demografia
Segons el cens del 2000, Thorp tenia 273 habitants, 103 habitatges, i 74 famílies. La densitat de població era de 85,7 habitants per km².
Dels 103 habitatges en un 44,7% hi vivien nens de menys de 18 anys, en un 56,3% hi vivien parelles casades, en un 14,6% dones solteres, i en un 27,2% no eren unitats familiars. En el 24,3% dels habitatges hi vivien persones soles el 6,8% de les quals corresponia a persones de 65 anys o més que vivien soles. El nombre mitjà de persones vivint en cada habitatge era de 2,65 i el nombre mitjà de persones que vivien en cada família era de 3,17.
Per edats la població es repartia de la següent manera: un 33% tenia menys de 18 anys, un 4,8% entre 18 i 24, un 27,1% entre 25 i 44, un 26% de 45 a 60 i un 9,2% 65 anys o més.
L'edat mediana era de 36 anys. Per cada 100 dones de 18 o més anys hi havia 96,8 homes.
La renda mediana per habitatge era de 33.125 $ i la renda mediana per família de 45.625 $. Els homes tenien una renda mediana de 31.250 $ mentre que les dones 22.500 $. La renda per capita de la població era de 17.772 $. Aproximadament el 5,6% de les famílies i el 5,9% de la població estaven per davall del llindar de pobresa.

## Poblacions properes
El següent diagrama mostra les poblacions més properes.